# ريتشارد سانت كلير
ريتشارد سانت كلير (بالإنجليزية: Richard St. Clair)‏ هو ملحن أمريكي، ولد في 21 سبتمبر 1946.